# Litoria pallida
Litoria pallida (pale frog) es una especie de anfibio anuro del género Litoria, de la familia Hylidae. 

## Distribución geográfica
Es originaria de Australia. Vive en Australia Occidental, Queensland y el Territorio del Norte.
El adulto puede crecer a 4.0 cm de largo.  Es de color gris claro con algunas marcas más oscuras y un poco de amarillo en sus patas.  Las patas delanteras están ligeramente palmeadas y las patas traseras tienen más.
Vive en bosques, praderas inundadas, cuevas y terrenos rocosos.
Pone huevos 50–350 cada vez en cuerpos de agua temporales.  Los renacuajos se convierten en ranas en 8 a 10 semonas, pero a veces en solo 5 semanas.